# Diecezja Superior
Diecezja Superior (łac. Dioecesis Superiorensis, ang. Diocese of Superior) jest diecezją Kościoła rzymskokatolickiego w metropolii Milwaukee w Stanach Zjednoczonych. Swym zasięgiem obejmuje północną część stanu Wisconsin.

## Historia
Diecezja została kanonicznie erygowana 3 maja 1905 przez papieża Piusa X. Wyodrębniono ją z diecezji Green Bay i La Crosse. Pierwszym ordynariuszem został kapłan archidiecezji Milwaukee Augustine Francis Schinner (1863-1937).

## Ordynariusze
- Augustine Francis Schinner (1905-1913)
- Joseph Maria Koudelka (1913-1921)
- Joseph Gabriel Pinten (1922-1926)
- Theodore Mary Reverman (1926-1941)
- William Patrick O’Connor (1942–1946)
- Albert Meyer (1946-1953)
- Joseph John Annabring (1954-1959)
- George Albert Hammes (1960-1985)
- Raphael Fliss (1985–2007)
- Peter Christensen (2007-2014)
- James Patrick Powers (od 2016)